# Norsten

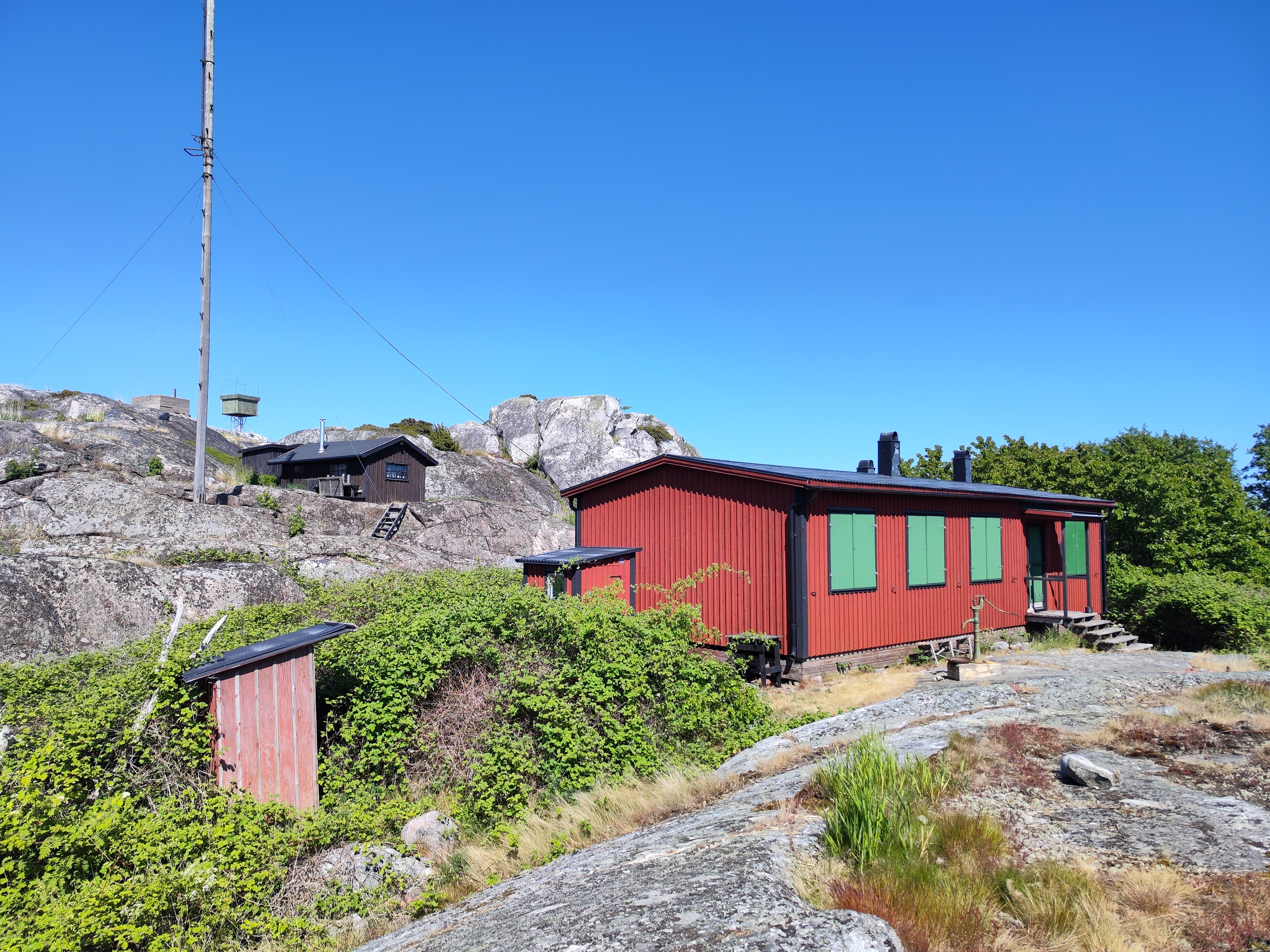
Den gamla baracken och en lite nyare stuga i bakgrunden.

Norsten är en ögrupp nordost om Huvudskär i Stockholms skärgård i Värmdö kommun. Ögruppen är privatägd.

## Historia
Den största ön, Norsten, tidigare kallad Noghesteen och även Roghesteen, var ett kronoskär på 1600-talet. Redan på 1500-talet finns ön skriftligt dokumenterad, då som fiskehamn varifrån "tull-strömigh" och "tulltorsk" upptogs av konungens fiskerifogde och inlevererades till Stockholms slott.
På Jacob Nordencreutz skärgårdskarta från 1739 är Norsten angivet som en av Stockholms skärgård tolv kronohamnsfisken. År 1859 köpte Sandemars fideikommiss Norsten av staten. Sedan 1920 är ögruppen ägd av privatpersoner. Det finns ett antal bodar (på ofri grund) på ön, samt en (enligt landsantikvarie Alf Nordström) "högst vanprydande" barack byggd av kustartilleriet för luftspaning 1939. Norsten har inga riktigt bra hamnar för det allmänna båtlivet. Det finns heller inga allmänna bryggor. Ön har gott om grodor samt huggorm.
Ön Torrmulen (även kallad Södra Sävlingen) norr om Norsten är fågelskyddsområde mellan 1 april och 31 juli, tack vare förekomsten av tordmulor.

## Kuriosa
Norsten är omnämnd i August Strindbergs bok Hemsöborna som den ö, en klippig liten ö om några tunnland med en dalgång mitti dit Gusten flyr då han vill undvika bröllopet som ståndar mellan madam Flod och Carlsson.
Det finns tre stenlabyrinter på öns norra del.

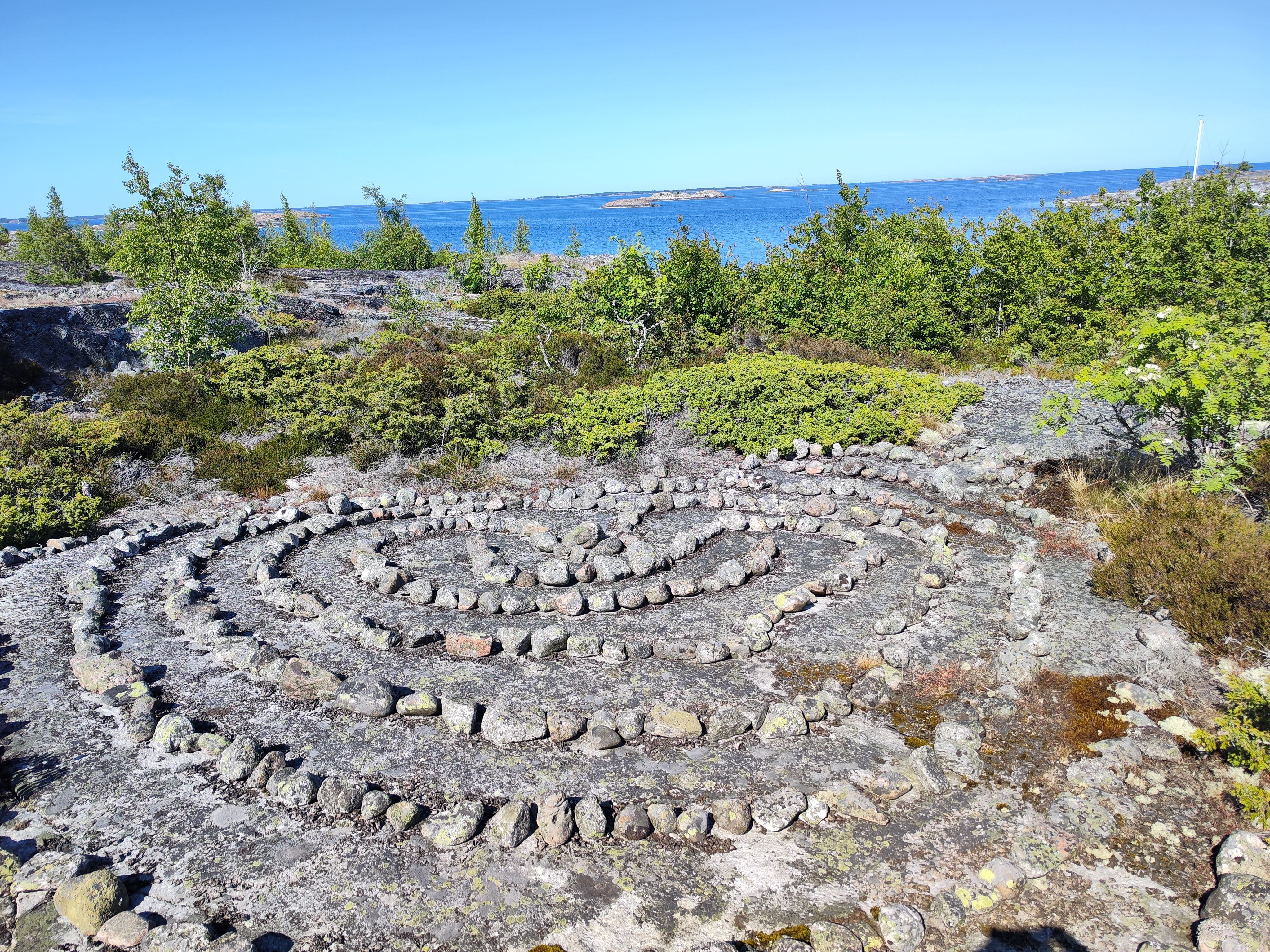
En av labyrinterna.

## Fotnoter
1. ↑  6:1, Riksantikvarieämbetet.